# Südlengern
Südlengern is een plaats in de Duitse deelstaat Noordrijn-Westfalen.

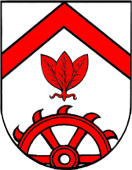
Wapen van de voormalige gemeente Südlengern
Ligging van Südlengern-Heide in de gemeente Bünde
Ligging van Südlengern-Dorf in de gemeente Kirchlengern

Het dichtst bevolkte gedeelte van Südlengern, ook wel Südlengern-Heide geheten, met op 268 hectare oppervlakte per 4 januari 2021 4.330 inwoners, maakt deel uit van de gemeente Bünde. Het ligt direct ten oosten van de stadskern van Bünde.
Een dunner bevolkt gedeelte, dat ook wel Südlengern-Dorf genoemd wordt, en dat op 343 hectare oppervlakte per 1 januari 2021 3.074 inwoners had (incl. tweede-woningbezitters), ligt in het zuidwesten van de gemeente Kirchlengern.
Tot aan de gemeentelijke herindeling van 1 januari 1969, waarbij de hierboven vermelde opdeling plaatsvond, waren de beide gebieden samen één aparte gemeente Südlengern in de Kreis Herford.
Te Südlengern, in het Kirchlengener gedeelte, ligt de kruising tussen de Autobahn A30, afrit 29, en de Bundesstraße 239 Rahden -Herford. In het Kirchlengener gedeelte ligt de 148 meter hoge heuvel Reesberg, die wordt ontsierd door een grote (legale) stortplaats voor bouwpuin.
In het Bünder gedeelte ligt een industrieterrein, met o.a. een 500 personen werk biedende glasfabriek en een circa 450 arbeidsplaatsen tellende machinefabriek.

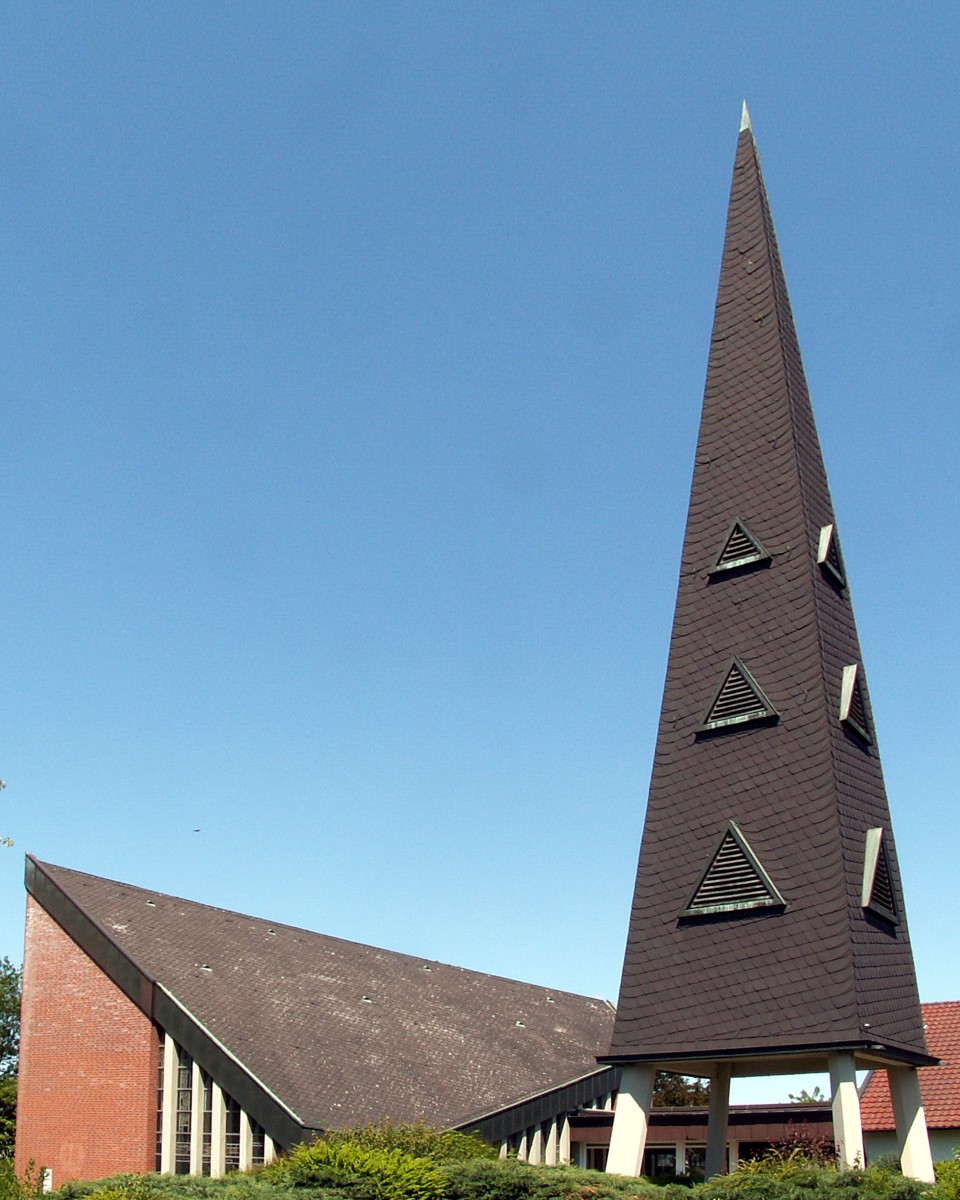
Evang.-lutherse Verzoeningskerk in het Bünder gedeelte van Südlengern
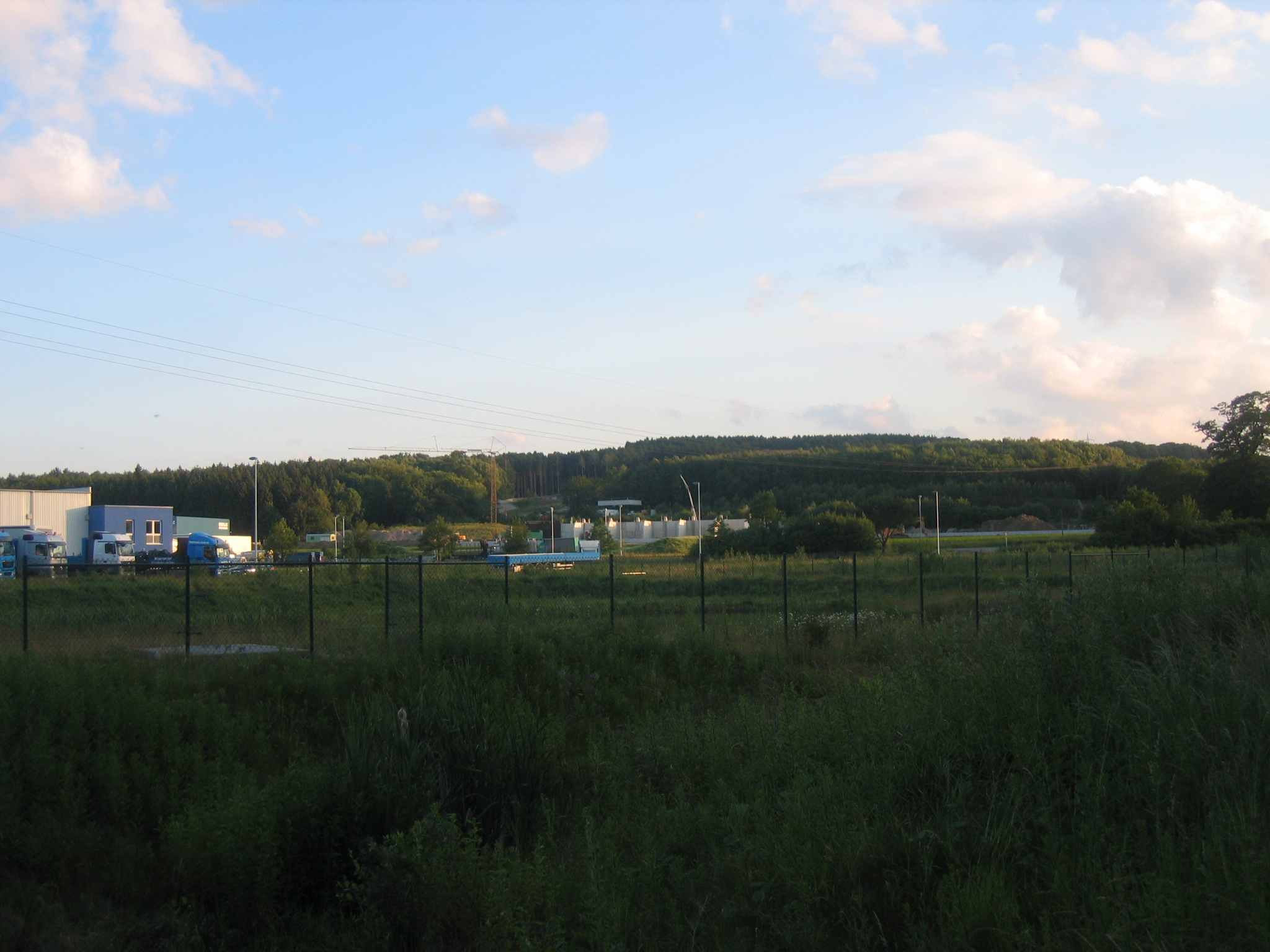
De Reesberg, met 148 meter het hoogste punt van de gemeente Kirchlengern